# 基希瓦尔瑟德
基希瓦尔瑟德是德国下萨克森州的一个市镇。总面积36.90平方公里，总人口1247人，其中男性658人，女性589人（2011年12月31日），人口密度34人/平方公里。